# Mimsy Farmer
Mimsy Farmer (Chicago, 28 de febrero de 1945) es una actriz y artista estadounidense.

## Carrera
Farmer inició su carrera a comienzos de la década de 1960, registrando apariciones en las películas Gidget Goes Hawaiian, Spencer's Mountain y más notoriamente en More, dirigida por Barbet Schroeder. En la década de 1970 se mudó a Italia, donde continuó su carrera en el cine europeo. Allí apareció en una película del reconocido cineasta Darío Argento y en obras de otros notables directores como Lucio Fulci y Ruggero Deodato.
En la década de 1990 se retiró del cine para dedicarse a la escultura y a la pintura.

## Filmografía destacada

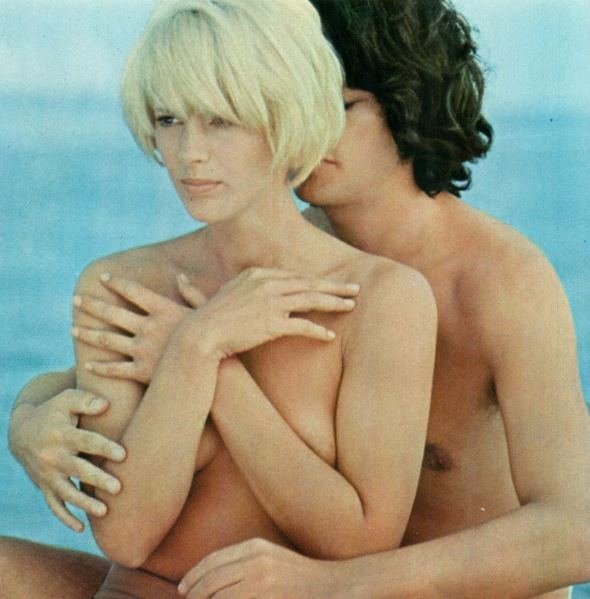
Farmer en la película italiana Corpo d'amore, 1972

### Cine
| Año  | Título                              | Personaje         |
| ---- | ----------------------------------- | ----------------- |
| 1961 | Gidget Goes Hawaiian                |                   |
| 1963 | Spencer's Mountain                  | Claris Coleman    |
| 1965 | Bus Riley's Back in Town            | Paula             |
| 1967 | Riot on Sunset Strip                | Andy              |
| 1967 | Devil's Angels                      | Marianne          |
| 1967 | Hot Rods to Hell                    | Gloria            |
| 1969 | More                                | Estelle           |
| 1970 | Road to Salina                      | Billie            |
| 1970 | Strogoff                            | Nadia             |
| 1971 | Cuatro moscas sobre terciopelo gris | Nina Tobias       |
| 1972 | The Master and Margaret             | Margarita         |
| 1973 | Two Men in Town                     | Lucie             |
| 1974 | Allonsanfàn                         | Francesca         |
| 1974 | Il profumo della signora in nero    | Silvia            |
| 1974 | The Suspects                        | Candice Strasberg |
| 1975 | Autopsy                             | Simona Sana       |
| 1975 | The Track                           | Helen Wells       |
| 1977 | Antonio Gramsci: The Days of Prison | Giulia            |
| 1978 | L'amant de poche                    | Helen Miller      |
| 1978 | Bye Bye Monkey                      | Feminista         |
| 1978 | Operation Leopard                   | Annie Devrindt    |
| 1979 | The Concorde Affair                 | Jean Beneyton     |
| 1981 | Gatto nero, de Lucio Fulci          | Jill Travers      |
| 1982 | The Girl from Trieste               | Valeria           |
| 1983 | The Death of Mario Ricci            | Cathy Burns       |
| 1983 | Quartetto Basileus                  | Sra. Permamint    |
| 1983 | The World of Don Camillo            | Jo Magro          |
| 1984 | Code Name: Wild Geese               | Kathy Robson      |
| 1986 | Body Count                          | Julia Ritchie     |
| 1986 | Evil Senses                         | Nicol             |
| 1988 | Il segreto dell'uomo solitario      |                   |

### Televisión
| Año  | Título          | Papel              |
| ---- | --------------- | ------------------ |
| 1989 | Ceux de la soif | Condesa Von Kleber |
| 1991 | Safari          |                    |